# Hormurus polisorum
Espèce
Synonymes
- Liocheles polisorum Volschenk, Locket & Harvey, 2001

Hormurus polisorum est une espèce de scorpions de la famille des Hormuridae.

## Distribution
Cette espèce est endémique de l'île Christmas dans l'océan Indien.

## Habitat
Cette espèce se rencontre dans les grottes calcaires.

## Systématique et taxinomie
Cette espèce a été décrite sous le protonyme Liocheles polisorum par Volschenk, Locket et Harvey en 2001. Elle est placée dans le genre Hormurus par Monod et Prendini en 2015.

## Étymologie
Cette espèce est nommée en l'honneur de Gary Allan Polis et sa famille.

## Publication originale
- Volschenk, Locket & Harvey, 2001 : First record of a troglobitic ischnurid scorpion from Australasia (Scorpiones: Ischnuridae). Scorpions 2001 in memoriam Gary A. Polis, British Arachnological Society, Burnham Beeches, p. 161-170.